# Antilophia
Az Antilophia a madarak osztályának verébalakúak (Passeriformes) rendjébe és a piprafélék (Pipridae) családjába tartozó nem. Egyes szervezetek a Chiroxiphia nembe sorolják ezt a két fajt is.

## Rendszerezés
A nemet Heinrich Gottlieb Ludwig Reichenbach német botanikus és ornitológus írta le 1850-ben, az alábbi 2 faj tartozik ide:
- Bokermann-pipra (Antilophia bokermanni[1] vagy  Chiroxiphia bokermanni)[2]
- sisakos pipra (Antilophia galeata[1] vagy  Chiroxiphia galeata)[2]

## Előfordulásuk
Dél-Amerika területén honosak. Természetes élőhelyeik szubtrópusi és trópusi erdők. Állandó, nem vonuló fajok.

## Megjelenésük
Testhosszuk 15 centiméter körüli.

## Életmódjuk
Gyümölcsökkel és rovarokkal táplálkoznak.

## További információ
- Képek az interneten a fajról